# Ministeri de Jesús
El Ministeri de Jesús comprèn el període de la vida de Jesús des del seu baptisme fins a l'inici de la Passió. En aquests anys (uns tres segons les narracions dels evangelis), va reunir els apòstols i va ensenyar el seu missatge, que suposa l'inici de la religió del cristianisme. Aquest ministeri, d'acord amb la doctrina cristiana oficial, es caracteritza per combinar l'exemple vivent (un model d'ètica per als seus deixebles), predicació activa (incloent el recurs de la paràbola per fer més comprensible l'ensenyança a gent de diversa condició) i l'execució de miracles per mostrar el seu caràcter diví. Es pot dividir el ministeri segons els indrets que va recorrent, així els estudiosos parlen del ministeri a Galilea, el viatge cap al sud i el ministeri a Jerusalem i els seus voltants.

## Ministeri a Galilea
El baptisme de Jesús suposa l'inici de la seva etapa pública o adulta i ell mateix assegura que ve a continuar la tasca de Joan Baptista. Els primers passos els dona al voltant del llac de Galilea, després a Canaan i Natzaret. Posteriorment viatja a Cafarnaüm, on pronuncia el Sermó de la muntanya amb el parenostre. En aquesta etapa del ministeri selecciona els dotze apòstols i arriba fins a Sidó.

## El viatge al sud
Mentre viatja cap a la capital, continua ensenyant els deixebles i la gent que visita les bases de la seva doctrina. També prediu en repetides ocasions la seva mort, per complir amb la profecia de l'Antic Testament. Recorre Caesarea Philippi i a la muntanya té lloc l'anomenada transfiguració de Jesús. Posteriorment comença a descriure com ha de ser l'església, abans d'arribar a la ciutat de Jerusalem.

## Ministeri final
A Jerusalem comencen els fets que després constituiran la Setmana Santa. El fet més destacat és la diferenciació explícita del judaisme, amb els enfrontaments que portarien als sacerdots a donar suport a la seva detenció. Al Mont de les Oliveres parla sobre la fi dels temps, relacionant-los amb la seva imminent mort, que tem. El Sant Sopar és l'episodi que posa fi al seu ministeri.